# Pastràssimes
Les pastràssimes són uns éssers femenins que habiten a la natura, a prop de rius i barrancs. En general són conegudes com a «dones d'aigua», tant a Catalunya com a algunes zones de la Comunitat Valenciana. Però concretament a Olocau i la zona de la Serra Calderona reben el nom de pastràssimes.
Les pastràssimes són una espècie de nimfes misterioses. Van vestides de blanc i, a les nits de lluna plena, llaven les seues robes i els seus llençols i els estenen damunt les roques o els matolls.
Algunes persones diuen que han sentit les seues veus o rialles quan caminaven a soles per la muntanya.
Sembla que són éssers savis i que aporten benestar al seu entorn. Es diu que tenen poders i que, si algú aconsegueix emportar-se una de les seues peces de roba, es farà ric o tindrà poders.
Per altra banda, tenen un caràcter fort i venjatiu. Si una pastràssima descobrix algú intentant furtar-li la seua roba, pot fer-li un encanteri i fer-lo desaparèixer o transformar-lo en pedra.
Ferran Zurriaga ha escrit un “Recull de rondalles i llegendes de les muntanyes de Portaceli” on es fa referència a aquestos éssers misteriosos en vàries de les llegendes de la zona.